# Will call
Will Call（ウィルコール）は、日本の音楽デュオ。

## 経緯
2001年に撤収(解散)した音楽ユニット・野猿のフロントメンバー2人が結成したデュオである。『とんねるずのみなさんのおかげでした』の完全バックアップ（石橋貴明と後藤次利のプロデュース）のもとCDデビューし、初動オリコン5位のヒットとなったがそれ以降、活動しておらず実質自然消滅した。『路傍』を「デビューシングル」と紹介されていたことから当初は継続的に活動する予定だったと思われる。
野球好きの石橋がメジャーリーグで目にしたこの単語を気に入り、そのままユニット名として採用したのが名前の由来。

## メンバー
- テル：平山晃哉（ひらやま てるちか 1965年11月4日 - ）
本業：アクリル装飾　北海道出身　A型
- カン：神波憲人（かんなみ のりひと 1971年5月8日 - ）
本業：衣装　新潟県出身　A型

## シングル
- 路傍（2001年9月26日発売）
フジテレビ系『とんねるずのみなさんのおかげでした「木梨憲武方面風 ユーラシア大陸横断 納豆ロードの旅」』挿入歌

## 出演した音楽番組
- うたばん（TBS）
- とくばん（TBS）
- CDTV（TBS）